# Mank (film)
Mank è un film del 2020 diretto da David Fincher.
Il film segue la vita dello sceneggiatore Herman J. Mankiewicz, interpretato da Gary Oldman, durante due diversi periodi: il primo negli anni trenta e il secondo durante la stesura della sceneggiatura di Quarto potere (1941). Il film appoggia la tesi avanzata da Pauline Kael nel suo articolo Raising Kane (New Yorker; 1971), e successivamente screditata, secondo cui la paternità della sceneggiatura di Quarto potere sarebbe da attribuire interamente a Mankiewicz e non anche a Orson Welles.

## Trama
Nel 1940, la RKO stringe col ventiquattrenne Orson Welles un contratto senza precedenti che gli garantisce libertà creativa su ogni aspetto del suo primo lungometraggio, compreso il soggetto e i collaboratori che sceglierà. In un ranch di Victorville lo sceneggiatore Herman J. "Mank" Mankiewicz è costretto a letto da un incidente. Viene raggiunto da una telefonata di Welles che gli dà due mesi di tempo per scrivere il film in fiducia delle sue comprovate capacità. Ormai inviso ai vertici dello studio system e con una salute fatalmente minata dall'alcolismo, Mank detta la sceneggiatura alla segretaria Rita, che nota delle similitudini tra il suo protagonista "negativo", Charles Foster Kane, e il magnate dell'editoria William Randolph Hearst.
Nel 1930, mentre lavora alla Paramount, Mank conosce l'attrice Marion Davies, venendo presentato al suo amante e mecenate Hearst, che lo prende in simpatia per la sua verve caustica, nonostante le sue simpatie politiche di sinistra. Ha inoltre un'infatuazione platonica nei confronti di Marion, troppo ingenua per comprendere fino in fondo l'influenza mediatica e politica di Hearst, che egli esercita anche su Louis B. Mayer, capo di una MGM in crisi presso cui Mank troverà lavoro assieme al fratello Joseph. Nel 1934, pezzi grossi della MGM lavorano per sabotare la campagna elettorale a governatore della California del candidato Democratico ed ex del Partito Socialista Upton Sinclair, in favore di una ridistribuzione della ricchezza per aiutare i più poveri colpiti dalla grande depressione. Interrogato Irving Thalberg a proposito dei falsi cinegiornali di propaganda contro Sinclair fatti dalla MGM, Mank scopre che dietro c'è Hearst e si rivolge inutilmente a Marion per convincerlo a ritirarli. Come risultato, il Repubblicano Frank Merriam vince le elezioni e il collega di Mank che aveva girato i falsi cinegiornali sotto la promessa di diventare un regista si suicida per il rimorso. Ubriaco, Mank affronta Mayer e Thalberg, per poi irrompere a una cena di gala al Castello Hearst e mettere in croce tutti gli invitati, compresi Marion e Hearst, improvvisando di fatto la trama di Quarto potere.
Nel 1940, riesce a finire la sceneggiatura in tempo. Dopo averla letta, però, la RKO si rifiuta di produrre il film a causa delle pressioni di Hearst; la stessa Marion si reca a Victorville per convincerlo inutilmente a cambiare la sceneggiatura, ricca di riferimenti anche ai particolari più privati della coppia, così come Joseph cerca di offrirgli un altro film da scrivere. Welles è determinato a fare comunque il film e lo raggiunge per stabilire i dettagli di una riscrittura con lui presente. Mank insiste per venire accreditato, contrariamente a quanto stabilito dal contratto, ritenendo la sceneggiatura la migliore della sua carriera. Welles va su tutte le furie, dandogli l'ispirazione per l'ultima scena mancante di Kane, ma finisce per acconsentire. Nel 1942, Mank vince l'Oscar alla migliore sceneggiatura originale per Quarto potere, pur dovendola condividere malvolentieri con Welles, morendo nel 1955 senza aver mai scritto un altro film.

## Produzione
Mank venne ufficialmente annunciato nel luglio 2019, quando David Fincher rivelò che avrebbe diretto il film, con Gary Oldman nella parte del protagonista. La sceneggiatura era stata scritta dal padre di Fincher, Jack Fincher, prima della sua morte nel 2003. Il film avrebbe dovuto originariamente essere girato dopo The Game - Nessuna regola (1997) con Kevin Spacey e Jodie Foster previsti nel cast ma il progetto non si concretizzò all'epoca per la volontà di Fincher di girare il film in bianco e nero. Il resto del cast fu annunciato in ottobre, con, tra gli altri, le aggiunte di Amanda Seyfried, Lily Collins, Tuppence Middleton, Arliss Howard e Charles Dance.
In occasione della produzione Fincher si riunì con gran parte del suo abituale team lavorativo, inclusi il production designer Donald Graham Burt, il montatore Kirk Baxter e i compositori Trent Reznor e Atticus Ross, che utilizzarono esclusivamente strumenti dell'epoca. Fincher optò per il direttore della fotografia Erik Messerschmidt, con il quale aveva lavorato alla serie Mindhunter su Netflix.

### Sceneggiatura
Il copione da 120 pagine della prima stesura scritto da Jack Fincher si rifaceva a un articolo di giornale del 1971 di Pauline Kael apparso sul New Yorker dove la giornalista aveva affermato che Orson Welles non meritava di essere accreditato come sceneggiatore di Quarto potere. L'articolo fece infuriare molti critici dell'epoca, incluso l'amico di Welles e regista Peter Bogdanovich che confutò le affermazioni della Kael punto per punto in The Kane Mutiny, un articolo apparso su Esquire nell'ottobre 1972. Anche altri studiosi di cinema contestarono la tesi della Kael, incluso Robert L. Carringer nel suo saggio The Scripts of Citizen Kane. Il produttore di Mank, Eric Roth, notoriamente "ripulì" il copione prima dell'inizio delle riprese, e David Fincher disse che effettivamente le prime revisioni erano troppo "anti-Welles". Interrogato circa la controversia che circonda la paternità del copione di Quarto potere, Fincher dichiarò che il suo film non mira a risolvere la questione: «Non era mio interesse fare un film su un arbitrato di credito postumo. Ero interessato a fare un film su un uomo che accettò di non prendersi alcun merito. E che poi cambiò idea. Questo era interessante per me».

### Riprese
Le riprese del film iniziarono il 1º novembre 2019 a Los Angeles. Si svolsero anche a Victorville e Pasadena, California, e durarono fino al 4 febbraio 2020. Il film fu girato in bianco e nero con espliciti riferimenti all'estetica di Quarto potere e al lavoro del direttore della fotografia Gregg Toland del film di Welles. Charles Dance dichiarò che una particolare scena dove Mankiewicz era ubriaco necessitò oltre 100 ciak per essere completata, mentre Seyfried disse che per girare una delle sue scene ci vollero una settimana e oltre 200 riprese.

## Promozione
Il primo trailer è stato diffuso online l'8 ottobre 2020.

## Distribuzione
Il film ha avuto una distribuzione limitata nelle sale cinematografiche statunitensi a partire dal 13 novembre 2020 per poi essere distribuito in streaming a livello globale su Netflix dal 4 dicembre 2020.

## Edizione italiana
Il doppiaggio italiano e la sonorizzazione sono avvenuti presso la Dubbing Brothers INT. Italia, i dialoghi italiani sono stai a cura di Ruggero Busetti, mentre la direzione del doppiaggio è stata effettuata da Rodolfo Bianchi.

## Riconoscimenti
- 2021 - Premi Oscar[22]
  - Miglior fotografia a Erik Messerschmidt
  - Miglior scenografia a Donald Graham Burt e Jan Pascale
  - Candidatura per il miglior film
  - Candidatura per il miglior regista a David Fincher
  - Candidatura per il miglior attore a Gary Oldman
  - Candidatura per la miglior attrice non protagonista ad Amanda Seyfried
  - Candidatura per la miglior colonna sonora originale a Trent Reznor e Atticus Ross
  - Candidatura per i migliori costumi a Trish Summerville
  - Candidatura per i migliori trucco e acconciatura a Gigi Williams, Kimberley Spiteri e Colleen LaBaff
  - Candidatura per il miglior sonoro a Ren Klyce, Jeremy Molod, David Parker, Nathan Nance e Drew Kunin
- 2021 - Golden Globe
  - Candidatura per il miglior film drammatico
  - Candidatura per il miglior regista di un film a David Fincher
  - Candidatura per il miglior attore in un film drammatico a Gary Oldman
  - Candidatura per la miglior attrice non protagonista in un film ad Amanda Seyfried
  - Candidatura per la miglior sceneggiatura di un film a Jack Fincher
  - Candidatura per la migliore colonna sonora a Trent Reznor e Atticus Ross
- 2020 - Chicago Film Critics Association Awards[23][24]
  - Migliore scenografia
  - Candidatura per la migliore attrice non protagonista ad Amanda Seyfried
  - Candidatura per la miglior fotografia a Erik Messerschmidt
  - Candidatura per la migliore colonna sonora originale a Trent Reznor e Atticus Ross
  - Candidatura per i migliori costumi
- 2020 - Los Angeles Film Critics Association Awards[25]
  - Miglior scenografia a Donald Graham Burt
- 2021 - San Diego Film Critics Society Awards[26][27]
  - Migliore scenografia a Donald Graham Burt
  - Candidatura per la miglior attrice non protagonista ad Amanda Seyfried
  - Candidatura per il migliore fotografia a Erik Messerschmidt
  - Candidatura per i migliori costumi a Trish Summerville
- 2021 - Satellite Award[28]
  - Migliore attrice non protagonista a Amanda Seyfred
  - Migliore fotografia a Erik Messerschmidt
  - migliore scenografia a Donald Graham Burt
  - Candidatura per il miglior regista a David Fincher
  - Candidatura per il miglior attore in un film drammatico a Gary Oldman
  - Candidatura per la migliore sceneggiatura originale a Jack Fincher
  - Candidatura per il miglior montaggio a Kirk Baxter
  - Candidatura per la miglior colonna sonora originale a Trent Reznor e Atticus Ross
  - Candidatura per i migliori costumi a Trish Summerville
  - Candidatura per i migliori effetti visivi a Pablo Helman, Mathew Cowie, Erin Dusseault e Flannery Huntley
  - Candidatura per il miglior sonoro a Ren Klyce, Jeremy Molod, David Parker, Nathan Nance e Drew Kunin